# Roger Nitsch
Roger M. Nitsch (* 20. November 1962) ist ein deutscher Mediziner, Hirnforscher und ein Pionier der Immuntherapie von neurodegenerativen Erkrankungen. 

## Leben
Roger Nitsch studierte Medizin an der Universität Heidelberg und schloss mit dem Staatsexamen 1987 ab. Später habilitierte er sich an derselben Universität für das Gebiet der Neurobiochemie. Von 1990 bis 1995 forschte er am MIT und am Massachusetts General Hospital der Harvard Medical School in Boston, Massachusetts, USA. Von 1995 bis 1998 war er als Gruppenleiter am Zentrum für Molekulare Neurobiologie der Universität Hamburg tätig. Er spezialisierte sich auf die Alzheimer- und die Parkinson-Krankheiten, beide neurodegenerativen Erkrankungen des Hirns.
Zusammen mit Christoph Hock bewarb er sich an der Universität Zürich. Beide wurden eingestellt. Nitsch leitete ab 1998 die Abteilung für psychiatrische Forschung an der Psychiatrischen Universitätsklinik Zürich. 
Roger M. Nitsch ist Mitgründer und Geschäftsführer der 2006 gegründeten Firma Neurimmune AG, einem Spin-off der Universität Zürich. 
Diese Firma arbeitet an der Entwicklung von Behandlungen neurodegenerativer Erkrankungen mittels Antikörpern. Dafür wurde die sogenannte Reverse Translational Medicine Platform geschaffen, welche die genetische Information menschlicher weißer Blutzellen selektiv in Antikörper umwandelt. Der am weitesten fortgeschrittene Wirkstoff für derartige Therapien von Alzheimer heisst Aducanumab.
Dieses Mittel wurde zusammen mit Forschern der Universität Zürich entwickelt. Dafür besteht eine Zusammenarbeit mit der US-Firma Biogen in Cambridge (Massachusetts), welche dafür lizenziert wurde. Umfassende Tests der Phase III wurden seit Mitte 2015 durchgeführt. Allerdings ist die Zulassung von Aducanumab durch die US-Food and Drug Administration (FDA) in Frage gestellt.
Nitsch nimmt eine Teilzeitprofessur am Institut für Regenerative Medizin der Universität Zürich an deren Aussenstelle in Schlieren bei Zürich wahr.

## Trivia
Roger Nitsch ist ein Neffe des österreichischen Aktionskünstlers Hermann Nitsch.

## Veröffentlichungen
- Modifikationen der Calcium-Transport-ATPase des sarcoplasmatischen Reticulums durch Thyroxin und Denervation. Nitsch, Roger M., Dissertation, Universität Heidelberg, 1987.
- Eine unvollständige Liste der Veröffentlichungen kann eingesehen werden.[7]

## Auszeichnungen
- 2004 Potamkin Award for Research in Pick’s, Alzheimer’s and Related Diseases[8]
- 2005 Aufnahme als Mitglied in die Deutsche Akademie der Naturforscher Leopoldina[9]
- Chairman’s Award of Excellence from the American Federation for Aging Research.